# Scinax parkeri
Scinax parkeri es una especie de anfibios de la familia Hylidae. Brusquetti et al. la han integrado en Scinax fuscomarginatus.
Habita en Bolivia y, posiblemente en Brasil y Paraguay.
Sus hábitats naturales incluyen bosques tropicales o subtropicales secos, sabanas secas, zonas de arbustos, praderas parcialmente inundadas, lagos intermitentes de agua dulce, marismas intermitentes de agua dulce, pastos y zonas previamente boscosas ahora muy degradadas.